# Giovanni Plantageneto (conte di Kent)
Giovanni Plantageneto (Arundel, 7 aprile 1330 – 26 dicembre 1352) fu il terzo conte di Kent.

## Biografia
Era figlio di Edmondo Plantageneto, I conte di Kent, e Margaret Wake, terza baronessa Wake di Liddell.
Nacque nel Castello di Arundel nel Sussex.
Suo padre venne giustiziato per tradimento il 19 marzo 1330 per ordine di Ruggero Mortimer, I conte di March appena tre settimane prima della sua nascita. Il titolo di conte di Kent passò a suo fratello maggiore Edmondo di quattro anni.
Alla morte di Edmund nel mese di ottobre 1331, Giovanni divenne terzo Conte di Kent e terzo barone di Woodstock.
Riuscì ad ottenere anche barone di Wake Liddell il 29 settembre 1349 in seguito alla morte per peste di sua madre Margaret.
Giovanni ricevette formalmente il controllo delle sue terre il 10 aprile 1351, al raggiungimento della maggiore età.
Il 3 aprile 1348 sposò con dispensa papale Isabella di Jülich  figlia di Guglielmo V, duca di Jülich e Giovanna di Hainaut, una sorella minore della regina Filippa di Hainaut.
Il matrimonio rimase senza figli.
Giovanni morì il 26 dicembre 1352 e fu sepolto presso la Chiesa di Greyfriars a Winchester. I suoi titoli passarono alla sorella Giovanna di Kent.

## Ascendenza
|                                       |                        |                        | Genitori                           |  |  | Nonni |  |  | Bisnonni                 |  |  | Trisnonni              |  |
|                                       |                        |                        |                                    |  |  |       |  |  | Enrico III d'Inghilterra |  |  | Giovanni d'Inghilterra |  |
|                                       |                        |                        |                                    |  |  |       |  |  | Enrico III d'Inghilterra |  |  | Giovanni d'Inghilterra |  |
|                                       |                        | Isabella d'Angoulême   |                                    |  |  |       |  |  | Enrico III d'Inghilterra |  |  |                        |  |
| Edoardo I d'Inghilterra               |                        |                        |                                    |  |  |       |  |  | Enrico III d'Inghilterra |  |  |                        |  |
|                                       |                        | Eleonora di Provenza   | Raimondo Berengario IV di Provenza |  |  |       |  |  |                          |  |  |                        |  |
|                                       |                        | Eleonora di Provenza   | Raimondo Berengario IV di Provenza |  |  |       |  |  |                          |  |  |                        |  |
|                                       |                        | Eleonora di Provenza   | Beatrice di Savoia (1206-1266)     |  |  |       |  |  |                          |  |  |                        |  |
| Edmondo Plantageneto, I conte di Kent |                        | Eleonora di Provenza   |                                    |  |  |       |  |  |                          |  |  |                        |  |
|                                       |                        | Filippo III di Francia | Luigi IX di Francia                |  |  |       |  |  |                          |  |  |                        |  |
|                                       |                        | Filippo III di Francia | Luigi IX di Francia                |  |  |       |  |  |                          |  |  |                        |  |
|                                       |                        | Filippo III di Francia | Margherita di Provenza             |  |  |       |  |  |                          |  |  |                        |  |
| Marguerite de France                  |                        | Filippo III di Francia |                                    |  |  |       |  |  |                          |  |  |                        |  |
|                                       |                        | Maria di Brabante      | Enrico III di Brabante             |  |  |       |  |  |                          |  |  |                        |  |
|                                       |                        | Maria di Brabante      | Enrico III di Brabante             |  |  |       |  |  |                          |  |  |                        |  |
|                                       |                        | Maria di Brabante      | Alice di Borgogna                  |  |  |       |  |  |                          |  |  |                        |  |
| Giovanni Plantageneto                 |                        | Maria di Brabante      |                                    |  |  |       |  |  |                          |  |  |                        |  |
|                                       | Baldwin di Liddel Wake | Hugh di Bourne Wake    |                                    |  |  |       |  |  |                          |  |  |                        |  |
|                                       | Baldwin di Liddel Wake | Hugh di Bourne Wake    |                                    |  |  |       |  |  |                          |  |  |                        |  |
|                                       | Baldwin di Liddel Wake | Joan de Stuteville     |                                    |  |  |       |  |  |                          |  |  |                        |  |
| John Wake I barone Wake di Liddel     | Baldwin di Liddel Wake |                        |                                    |  |  |       |  |  |                          |  |  |                        |  |
|                                       |                        | Hawise de Quincy       | Robert de Quincy                   |  |  |       |  |  |                          |  |  |                        |  |
|                                       |                        | Hawise de Quincy       | Robert de Quincy                   |  |  |       |  |  |                          |  |  |                        |  |
|                                       |                        | Hawise de Quincy       | Elen ferch Llywelyn                |  |  |       |  |  |                          |  |  |                        |  |
| Margaret Wake                         |                        | Hawise de Quincy       |                                    |  |  |       |  |  |                          |  |  |                        |  |
|                                       |                        | William de Fiennes     | Enguerrand II de Fiennes           |  |  |       |  |  |                          |  |  |                        |  |
|                                       |                        | William de Fiennes     | Enguerrand II de Fiennes           |  |  |       |  |  |                          |  |  |                        |  |
|                                       |                        | William de Fiennes     | Isabelle de Condè                  |  |  |       |  |  |                          |  |  |                        |  |
| Joan Fiennes                          |                        | William de Fiennes     |                                    |  |  |       |  |  |                          |  |  |                        |  |
|                                       |                        | Blanche de Brienne     | John de Brienne                    |  |  |       |  |  |                          |  |  |                        |  |
|                                       |                        | Blanche de Brienne     | John de Brienne                    |  |  |       |  |  |                          |  |  |                        |  |
|                                       |                        | Blanche de Brienne     | Jeanne, Dame de Chateaudun         |  |  |       |  |  |                          |  |  |                        |  |
|                                       |                        | Blanche de Brienne     |                                    |  |  |       |  |  |                          |  |  |                        |  |